# Jože Tratnik
Jože Tratnik (* 26. únor 1941, Lublaň) je slovinský právník.

## Životopis
Absolvoval lublaňskou právnickou fakultu, poté působil jako státní zástupce v Kočevji a náměstek státního zástupce v Lublani. Při reorganizaci soudnictví v roce 1979 se stal tajemníkem prokuratury SRS.
V roce 1985 byl parlamentem jmenován náměstkem republikového tajemníka spravedlnosti a tuto funkci Tratnik vykonával dvě volební období. V letech 1993 až 1997 byl státním tajemníkem na ministerstvu spravedlnosti, poté rok působil jako státní podtajemník na ministerstvu financí. V dobách svého působení na ministerstvu spravedlnosti se podílel na přípravách zákona o denacionalizaci, zákona o volbách, zákona o notariátu, zákona o politických stranách, o místní samosprávě a dalších právních předpisů.
Od roku 1998 je soudcem Nejvyššího soudu RS. Na soudce Ústavního soudu byl Tratnik navržen slovinskou notářskou komorou. Soudcem Ústavního soudu se stal 25. května 2002 a od 11. listopadu 2007 do 10. listopadu 2010 byl jeho předsedou.